# Nummer 1-hits in de Billboard Hot 100 in 2014
Deze hits stonden in 2014 op nummer 1 in de Billboard Hot 100, de bekendste Amerikaanse hitlijst.
| Nummer | Datum        | Artiest                  | Titel               |
| ------ | ------------ | ------------------------ | ------------------- |
| 1031   | 4 januari    | Eminem & Rihanna         | The monster         |
|        | 11 januari   | Eminem & Rihanna         | The monster         |
| 1032   | 18 januari   | Pitbull & Ke$ha          | Timber              |
|        | 25 januari   | Pitbull & Ke$ha          | Timber              |
|        | 1 februari   | Pitbull & Ke$ha          | Timber              |
| 1033   | 8 februari   | Katy Perry & Juicy J     | Dark horse          |
|        | 15 februari  | Katy Perry & Juicy J     | Dark horse          |
|        | 22 februari  | Katy Perry & Juicy J     | Dark horse          |
|        | 1 maart      | Katy Perry & Juicy J     | Dark horse          |
| 1034   | 8 maart      | Pharrell Williams        | Happy               |
|        | 15 maart     | Pharrell Williams        | Happy               |
|        | 22 maart     | Pharrell Williams        | Happy               |
|        | 29 maart     | Pharrell Williams        | Happy               |
|        | 5 april      | Pharrell Williams        | Happy               |
|        | 12 april     | Pharrell Williams        | Happy               |
|        | 19 april     | Pharrell Williams        | Happy               |
|        | 26 april     | Pharrell Williams        | Happy               |
|        | 3 mei        | Pharrell Williams        | Happy               |
|        | 10 mei       | Pharrell Williams        | Happy               |
| 1035   | 17 mei       | John Legend              | All of me           |
|        | 24 mei       | John Legend              | All of me           |
|        | 31 mei       | John Legend              | All of me           |
| 1036   | 7 juni       | Iggy Azalea & Charli XCX | Fancy               |
|        | 14 juni      | Iggy Azalea & Charli XCX | Fancy               |
|        | 21 juni      | Iggy Azalea & Charli XCX | Fancy               |
|        | 28 juni      | Iggy Azalea & Charli XCX | Fancy               |
|        | 5 juli       | Iggy Azalea & Charli XCX | Fancy               |
|        | 12 juli      | Iggy Azalea & Charli XCX | Fancy               |
|        | 19 juli      | Iggy Azalea & Charli XCX | Fancy               |
| 1037   | 26 juli      | Magic!                   | Rude                |
|        | 2 augustus   | Magic!                   | Rude                |
|        | 9 augustus   | Magic!                   | Rude                |
|        | 16 augustus  | Magic!                   | Rude                |
|        | 23 augustus  | Magic!                   | Rude                |
|        | 30 augustus  | Magic!                   | Rude                |
| 1038   | 6 september  | Taylor Swift             | Shake it off        |
|        | 13 september | Taylor Swift             | Shake it off        |
| 1039   | 20 september | Meghan Trainor           | All about that bass |
|        | 27 september | Meghan Trainor           | All about that bass |
|        | 4 oktober    | Meghan Trainor           | All about that bass |
|        | 11 oktober   | Meghan Trainor           | All about that bass |
|        | 18 oktober   | Meghan Trainor           | All about that bass |
|        | 25 oktober   | Meghan Trainor           | All about that bass |
|        | 1 november   | Meghan Trainor           | All about that bass |
|        | 8 november   | Meghan Trainor           | All about that bass |
| 1038   | 15 november  | Taylor Swift             | Shake it off        |
|        | 22 november  | Taylor Swift             | Shake it off        |
| 1040   | 29 november  | Taylor Swift             | Blank space         |
|        | 6 december   | Taylor Swift             | Blank space         |
|        | 13 december  | Taylor Swift             | Blank space         |
|        | 20 december  | Taylor Swift             | Blank space         |
|        | 27 december  | Taylor Swift             | Blank space         |